# Куньцюй

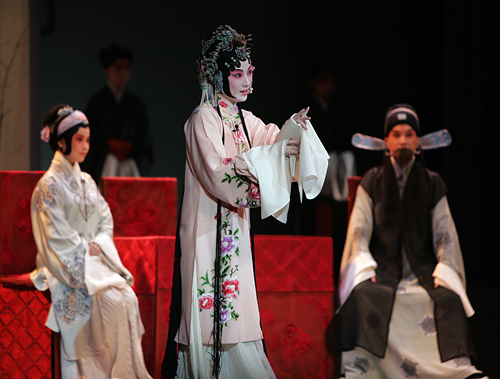
Вистава куньцюй

Куньцюй або Опера Кунь, Куньшанська п'єса (昆曲) — старовинна форма китайського театру. Набула розквіту у XVI—XVIII ст., вплинула на формування пекінської опери.

## Історія
Основана куньцюй на наспіві куньшаньцян (昆山腔), або скорочено кунцян, названому так за місцевістю Куньшань поблизу міста Сучжоу (провінція Цзянсу). Наспів куньцян своєю появою і поширенням наприкінці правління династії Юань (початок XIV століття) зобов'язаний музикантові Гу Цзяню, який у своїй творчості поєднав місцеві мелодії з музикою популярної в той час південної драми наньсі.
Якісна зміна наспіву куньцян відбулася в XVI ст., коли співак Вей Лянфу (1489—1566) протягом 10 років спільно з іншими музикантами працював над удосконаленням наспіву куньцян. У результаті народився наспів шуймодяо, що відрізнявся плавністю, гнучкістю і витонченістю мелодійного малюнка.
Першою п'єсою, створеною спеціально під мелодії куньшанського наспіву, став твір Лян Ченьюя «Дівчина, що миє шовк», написане в популярній драматургічній формі чуаньці. З цього моменту почалася слава драми куньцюй, вже в середині XVI ст. вона набула статус загальнонаціонального театрального жанру. В цей період були створені одні з найяскравіших творінь китайської драматургії. Серед 2500 творів видатними і широко відомими досі є «Півонієва альтанка» Тан Сяньцзу (1598 рік), «Палац вічного життя» Хун Шена (1688 рік), «Віяло з персиковими квітами» Кун Шанженя (1699 рік), «Нефритова шпилька» Гао Ляня.
Рафінованість музичної і поетичної мови драми куньцюй призвела до того, що з кінця XIX ст її стала заміняти пекінська опера, що стрімко набирала популярність. Також цьому сприяла особлива прихильність імператора Цяньлуна до пекінській опері, у розпорядженні якого була найбільша у світовій історії імператорська трупа, що налічувала 1400 акторів.
На початку ХХ ст. в Пекіні вже не існувало жодної професійної трупи куньцюй і жанр зберігся лише завдяки значним зусиллям невеликої групи ентузіастів, які в 1920-ті роки у м. Сучжоу відкрили притулок для сиріт, передаючи їм свою майстерність. Зі стін притулку вийшло близько 50 вихованців і через багато років вони змогли відродити цей майже зниклий аристократичний вид театру. Цьому сприяв прем'єр-міністр Чжоу Еньлай, що побував у 1956 році на одній з вистав куньцюй. Під враженням побаченого заявив, що цей вид опери необхідно зберегти. Натепер у різних містах КНР працюють близько 6—7 професійних труп, де виступає 600 акторів. Також є декілька труп на Тайвані.
У 2001 році куньцюй було занесено до переліку Шедеврів усної і нематеріальної спадщини людства при ЮНЕСКО. У 2006 році уряд КНР визнав куньцюй національним надбанням. У 2007 році трупа з чжецзянського театру здобула першу нагороду «Премії Веньхуа» Міністерства культури КНР, отримавши 1 500 000 юанів. Відомими акторами є Чжоу Чуаньін, Ю Чженьфей, Чжан Сянь, Шань Вень. Міністерство культури планує протягом 2012—2022 років створити навчальні центри куньцю в Пекіні та Шанхаї.

## Характеристика
У куньцюй поєднуються драматична гра, танці, бойові мистецтва, до цього додаються витончені тексти і ніжна мелодія. Перші принципи куньцю сформулював Вей Лянфу: у зв'язку з тоновою природою китайської мови інтонаційні малюнки вже існуючих мелодій і поетичного тексту, що заново складається для кожної п'єси, повинні були повторювати один одного, не вступаючи в суперечність, щоб слово могло бути проспівано без спотворень. Подібні вимоги до текстів, що є під силу лише талановитим поетам, стали своєрідною естетичною планкою, нижче якої не можна опускатися.
У куньцюй існує п'ять основних типажів — молоді герої шен, героїні дань, «розфарбовані обличчя» цзін, коміки чоу і чоловічі персонажі середнього і похилого віку мо.
Для куньцюй властиві особливі жести і хода персонажів, яскраві костюми епохи Мін і барвистий грим, принципи лаконічності декорацій (стіл і стілець, які можуть виконувати безліч функцій залежно від сюжету) і сценічної умовності — батіг, який вказує на масть коня, прапори з різними символічними малюнками, що уособлюють вогонь, воду, колісницю та інше.
Інструментальним супроводом у камерних домашніх виставах виступали поперечна бамбукова флейта цюйді і пара ударних губань (на малому барабані баньгу і тріскачці-кастаньєти пайбань грав один музика) для відбивання ритму. У більш масштабних п'єсах додавалися такі інструменти, як бамбукова поздовжня флейта сяо, бамбуковий або тростинний губний орган шен, цитра чжен, чотириструнна грушоподібна лютня піпа, пласка кругла лютня юецинь («місячна гітара»), триструнна лютня з довгою шийкою саньсянь, а до ударних — великий і малий гонги (дало, сяоло), тарілки наобо.
Музика куньцюй заснована на композиційному принципі цюйпайті (曲牌体), для якого характерні послідовність численних типових інструментальних і вокальних «формул-кліше» цюйпай (曲牌). Формули-кліше, подібно наспівам, містять в собі суто індивідуальні інтонаційні, ритмічні і темброві риси, що добре запам'ятовуються. У куньцюй в більшості випадків вони виконуються флейтою цюйді, хоча також зустрічаються формули-кліше, де головну партію ведуть китайський гобой сона і скрипка цзінху.

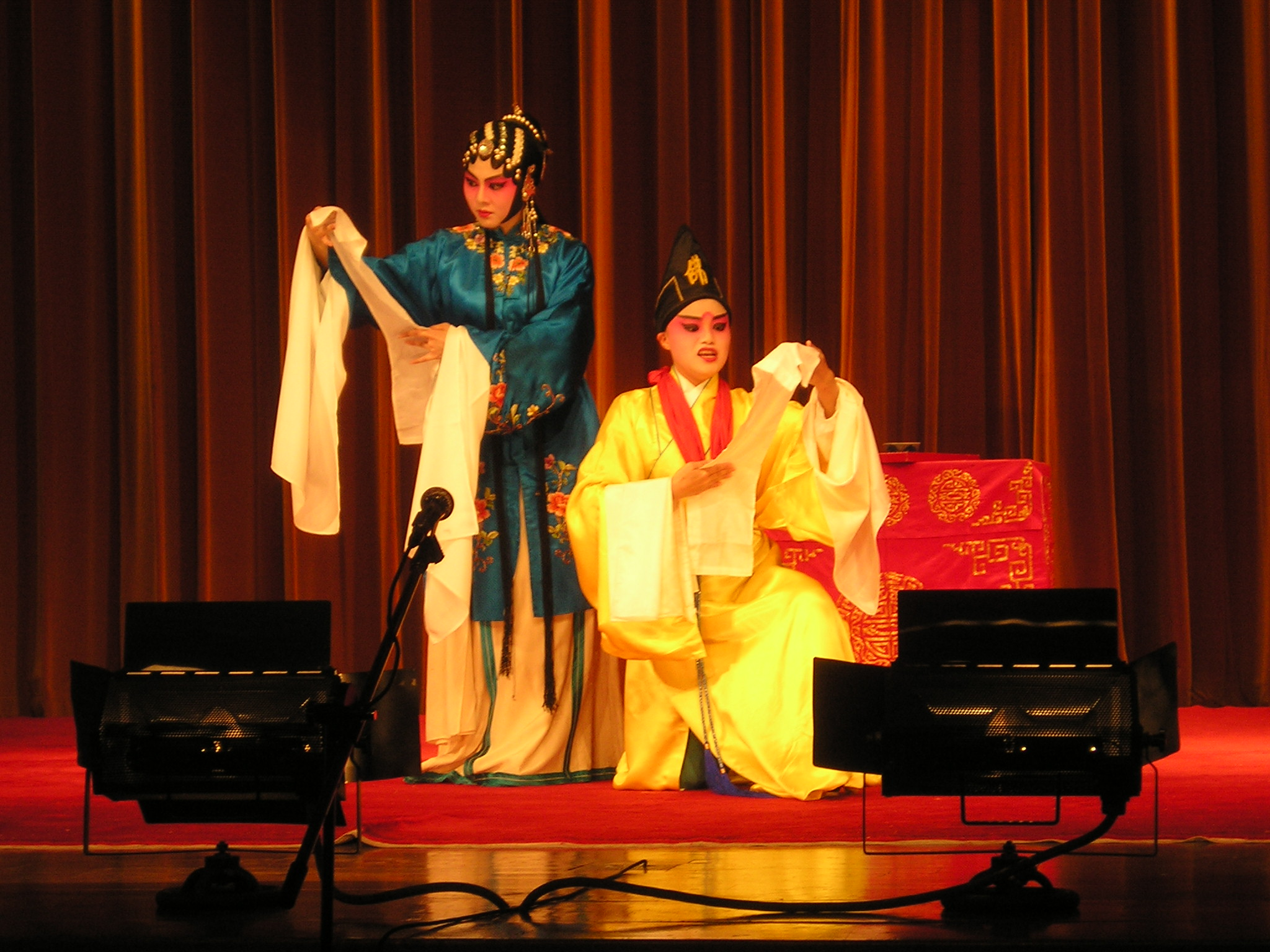
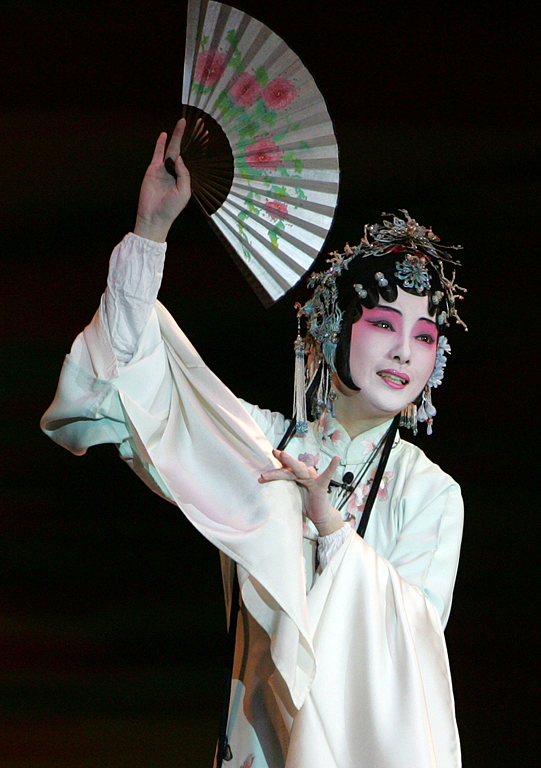
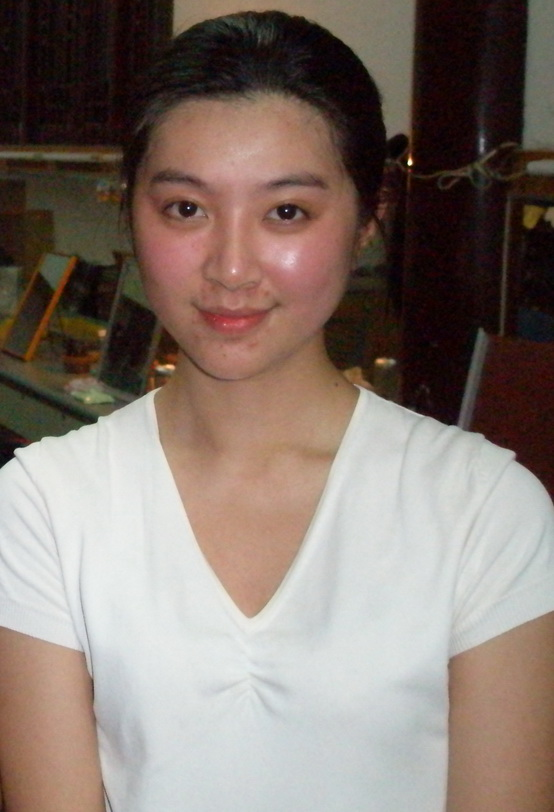
Акторка Шань Вень
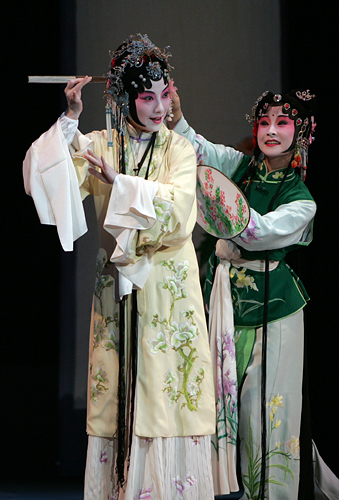
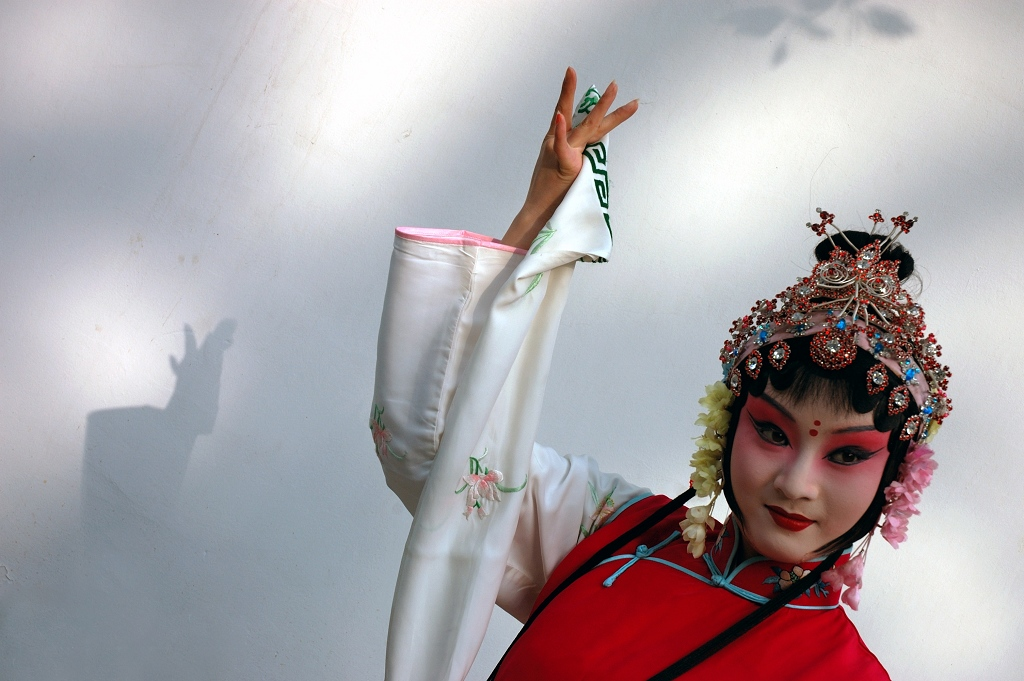
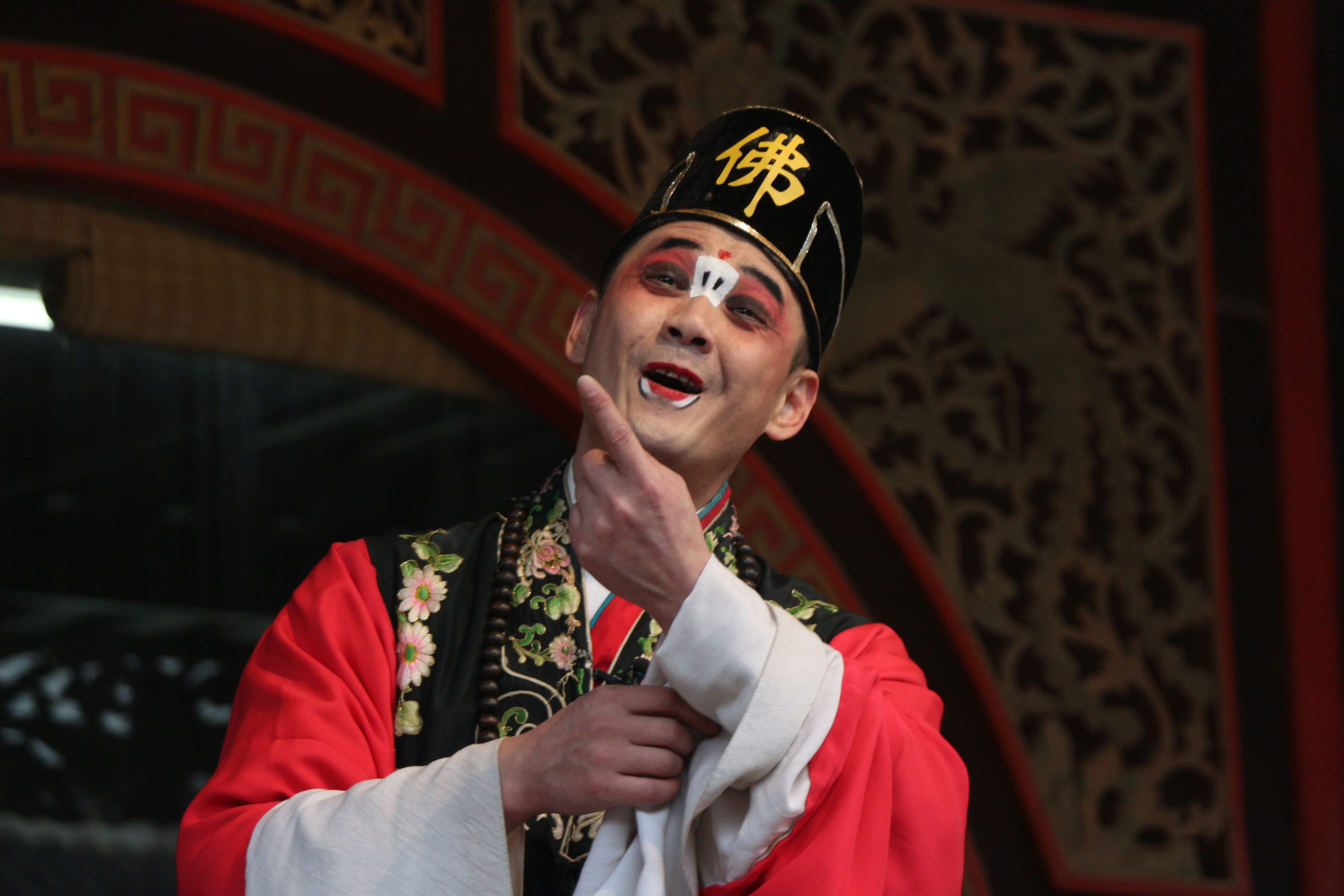
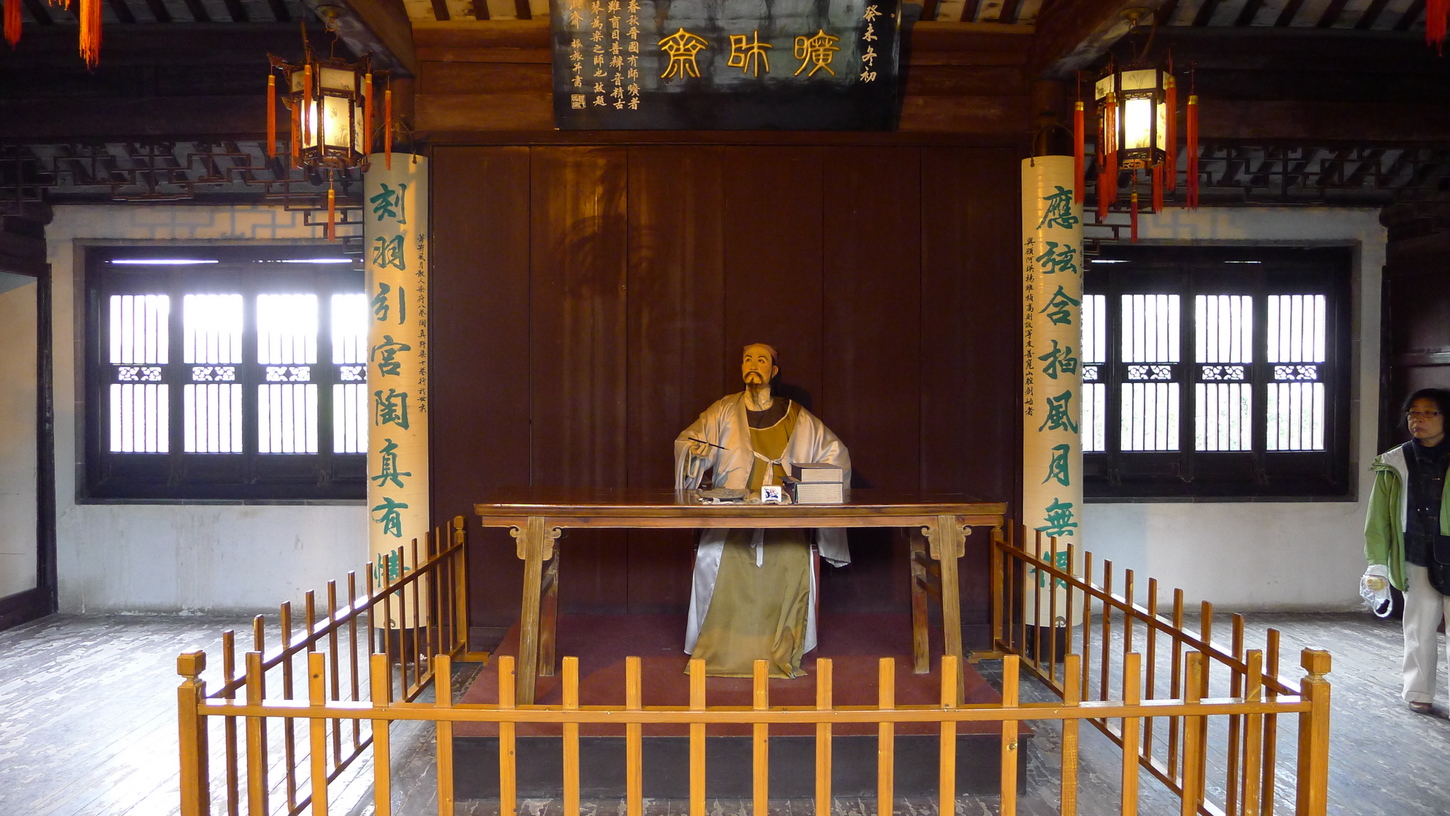

## Значення
Драма куньцюй в значній мірі вплинуло на різні регіональні види драм — сичуанську оперу, драми юецзюй, хуанмей-сі, а також на становлення пекінської опери. Відбувалося це за допомогою активного запозичення досвіду акторів куньцюй виконавцями інших театрів. Так, відомий актор 1-ї пол. ХХ ст. Мей Ланьфан спеціально глибоко вивчав мистецтво куньцюй, зокрема виступаючи в спектаклях цього жанру, і надалі переніс в пекінську оперу і адаптував багато танців куньцюй, які славилися своєю красою і виразною пластикою. На основі системи амплуа куньцюй сформувалися чотири базові амплуа пекінської опери.
До таких, висхідним до куньцюй, п'єсами відносяться зокрема «Історія про білу змії», «Подорож на Захід», «Осіння ріка» (уривок з «Нефритової шпильки»).